# Крако, Якуб
Якуб Крако (словац. Jakub Krako; род. 7 июля 1990, Жилина, Среднесловацкий край) — словацкий горнолыжник, пятикратный паралимпийский чемпион. Выступает в категории спортсменов с нарушением зрения. Участник пяти Паралимпийских игр.

## Биография
Якуб Крако родился 7 июля 1990 года. Учился в экономическом университете в Братиславе.

## Карьера
Впервые выступил на Паралимпийских играх в 2006 году в Турине, на тот момент словаку было 15 лет. Крако занял шестое место в супергиганте среди спортсменов с нарушением зрения.
В 2009 году Крако принял участие на чемпионате мира в Южной Корее, где стал чемпионом в слаломе, а также завоевал серебро в гигантском слаломе и суперкомбинации, и бронзу в супергиганте.
Спустя четыре года Якуб Крако достиг крупного успеха, став трёхкратным паралимпийским чемпионом в Ванкувере. Он победил в слаломе, суперкомбинации и гигантском слаломе. Крако ещё стал серебряным призёром в супергиганте, а также участвовал в скоростном спуске, где стал четвёртым.
В 2011 году на чемпионате мира в Сестриере Якуб Крако защитил титул чемпиона в слаломе. Он принял участие в команде, где стал бронзовым призёром, а также завоевал два серебра в гигантском слаломе и суперкомбинации.
На чемпионате мира 2013 года в Испании словацкий паралимпией не сумел завоевать медаль, его лучшим результатом стало четвёртое место в гигантском слаломе.
На Паралимпийских играх в Сочи Якуб Крако 8 марта стал четвёртым в скоростном спуске, на следующий день выиграл золото в супергиганте. 15 марта он стал вторым в гигантском слаломе.
На чемпионате мира 2015 года в Канаде Крако медалей вновь завоевать не смог, став седьмым в гигантском слаломе. Спустя два года в Италии словацкий спортсмен трижды стал призёром — себеряным в супергиганте и бронзовым в суперкомбинации и слаломе.
На четвёртых Паралимпийских играх в карьере Якуб Крако завоевал четыре медали — золото в супергиганте 11 марта и три серебра: в скоростном спуске 10 марта, гигантском слаломе 14 марта и слаломе 17 марта.
В 2019 году принял участие на чемпионате мира в Словении, где стал вице-чемпионом в суперкомбинации и супергиганте, а также бронзовым призёром в скоростном спуске. В 2021 году смог завоевать две медали чемпионата мира в Норвегии, став третьим в слаломе и скоростном спуске.
В 2022 году на Паралимпийских играх в Пекине, которые стали для Крако пятыми, спортсмен не смог завоевать медаль. Он не финишировал в супергиганте, слаломе и гигантском слаломе, а в двух других дисциплинах — скоостном спуске и суперкомбинации — стал, соответственно, пятым и четвёртым.
В 2024 году награждён орденом Людовита Штура 2 класса за выдающиеся заслуги в развитии Словацкой Республики в области спорта.